# Marau
Der Marau, auch Marwah oder Marusudar, ist ein etwa 123 km langer rechter Nebenfluss des Chanab im indischen Unionsterritorium Jammu und Kashmir. 

## Verlauf
Der Marau durchfließt den westlichen Himalaya im Nordwesten des Distrikts Kishtwar. Er wird vom Barmalgletscher und weiteren Gletschern an der Westflanke des Nun-Kun-Massivs gespeist. Der Marau fließt in überwiegend südlicher Richtung durch das Gebirge. Er durchfließt das „Marwah-Warwan-Tal“. Der Fluss begrenzt den Kishtwar-Himalaya nach Westen. Nach etwa 100 km durchschneidet der Marau bei der Ortschaft Sonder einen Bergkamm. 5 km oberhalb der Mündung trifft der Chatroo Nullah von rechts auf den Marau. Der Marau mündet schließlich bei Bandarkoot, 5 km nördlich der Distrikthauptstadt Kishtwar, in den Chandrabhaga, der nach dem Zusammenfluss den Namen Chenab (oder Chanab) trägt. Der Marau hat eine Länge von ca. 140 km. Er entwässert ein Areal von ungefähr 4900 km². Am Unterlauf sind zwei Staudämme (Pakal Dul und Bursar) zur Wasserkrafterzeugung im Bau (Stand 2025).